# Blackbirding

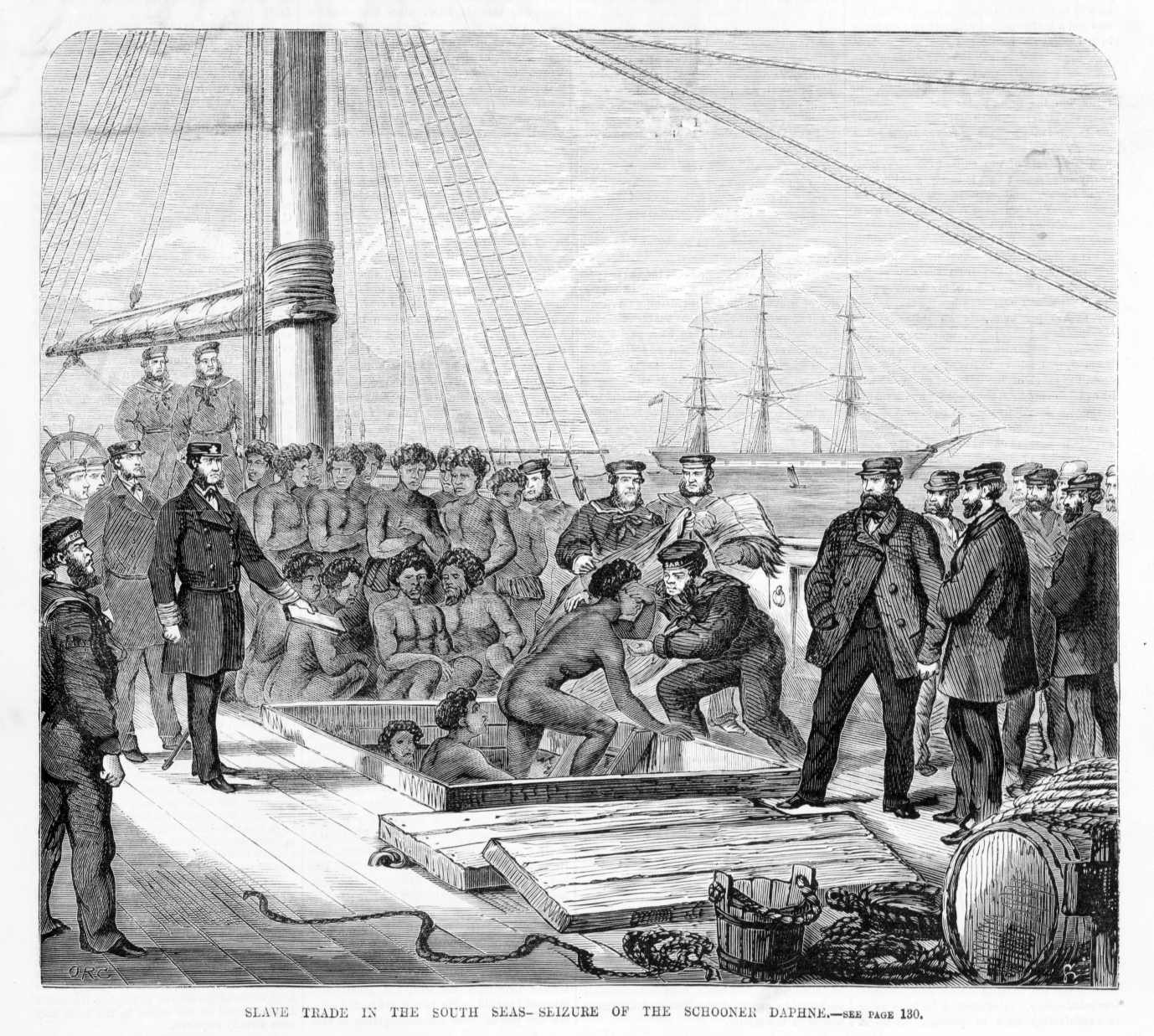
Il schooner Daphne venne sequestrato dalla HMS Rosario nel 1869 e i suoi passeggeri furono liberati.

Il blackbirding è la cattura degli indigeni di alcune isole dell'oceano Pacifico tramite l'inganno e il rapimento per farli lavorare in condizioni prossime alla schiavitù. A partire dagli anni 1860, le navi per la pesca dei merluzzi dell'oceano Pacifico iniziarono a cercare lavoratori per estrarre i depositi di guano sulle isole Chincha in Perù. Nel decennio successivo, il commercio di uomini si concentrò sulla fornitura di lavoratori alle piantagioni, in particolare a quelle di canna da zucchero del Queensland e delle Figi. La prima pratica documentata di un grande traffico di lavoratori della canna da zucchero avvenne tra il 1842 e il 1904. Queste persone venivano reclutate tra le popolazioni indigene delle isole del Pacifico prossime al Queensland settentrionale. Anche nei primi anni della raccolta di perle nell'Australia Occidentale a Nickol Bay e Broome furono utilizzati lavoratori provenienti dalle isole.
Il blackbirding è continuato fin quasi ai giorni nostri nei paesi in via di sviluppo. Un esempio è il rapimento e la coercizione sotto la minaccia delle popolazioni indigene dell'America centrale per lavorare come braccianti nelle piantagioni della regione, dove furono esposti a pesanti carichi di pesticidi e sottoposti a lavori massacranti per pochissimi soldi.

## Etimologia
Il termine potrebbe derivare direttamente da una contrazione dell'espressione "blackbird catching" (cattura del merlo).

## Blackbirding in Polinesia negli anni 1860

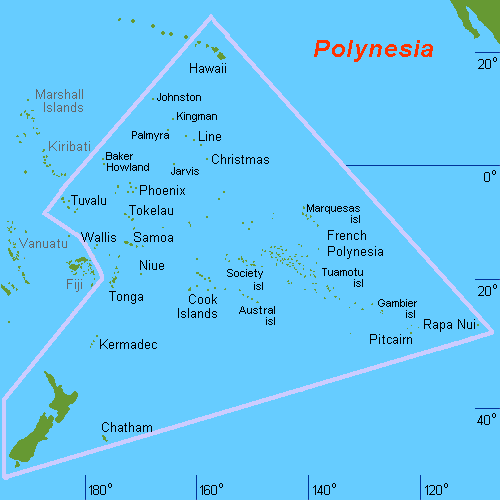
La Polinesia è l'area delimitata da una linea rosa.

Per meno di un anno tra il 1862 e il 1863 diverse navi peruviane e alcune navi cilene con bandiera peruviana, batterono le isole più piccole della Polinesia, l'isola di Pasqua nel Pacifico orientale, le isole Ellice (oggi Tuvalu) e gli atolli meridionali delle isole Gilbert (oggi Kiribati), cercando operai per superare il problema dell'estrema carenza di manodopera in Perù.
Nel 1862  J. C. Byrne, uno speculatore irlandese, persuase i contadini a sostenere finanziariamente un piano per portare "coloni" dalle Nuove Ebridi in Perù come lavoratori agricoli a contratto. La prima nave, la Adelante, fu equipaggiata e il 15 giugno 1862 salpò. Giunto a Tongareva, nell'atollo di Penrhyn, nelle isole Cook settentrionali, Byrne trovò l'unica isola dell'oceano Pacifico dove la popolazione era disposta a partire a causa di una grave carestia di cocco. Assoldò 253 persone che, entro settembre, erano al lavoro in Perù come braccianti nelle piantagioni e come domestici.
Quasi immediatamente speculatori e proprietari di navi predisposero le navi di trasporto per permettere loro di andare in Polinesia per arruolare "coloni". Dal settembre del 1862 all'aprile del 1863 partirono non meno di trenta navi. Poiché il profitto era il motivo principale, molti capitani di ricorsero a tattiche disoneste e al rapimento per riempire i bastimenti.

### Tonga
Nel giugno del 1863 vivevano circa 350 persone nell'atollo 'Ata a Tonga, in un villaggio chiamato Kolomaile, i cui resti erano ancora visibili un secolo più tardi. Il capitano del peschereccio tasmaniano Grecian, Thomas James McGrath, dopo aver deciso che il nuovo commercio di schiavi era più redditizio della caccia alle balene, giunse nell'atollo e invitò gli isolani a bordo per un incontro. Una volta che quasi la metà della popolazione era a bordo, le porte della nave vennero chiuse a chiave e la nave salpò. 144 persone non tornarono mai nella loro isola. Il Grecian provò a catturare schiavi anche nelle Lau, ma senza successo. A Niuafo'ou McGrath catturò solo trenta persone. Questa fu la seconda isola di Tonga a essere colpita. 'Uiha sarebbe dovuta essere la terza isola avvicinata, ma lì gli isolani rovesciarono i ruoli e tennero un'imboscata alla nave Margarita.
Il Grecian non giunse mai in Perù. Probabilmente vicino a Pukapuka, nelle isole Cook, incontrarono un'altra nave, la General Prim, che aveva lasciato Callao a marzo. Il suo capitano era disposto a prendere in consegna i 174 tongani per tornare rapidamente in porto, dove arrivò il 19 luglio. Nel frattempo, il governo peruviano, sotto la pressione delle potenze straniere e anche scioccato dal fatto che il suo piano di lavoro si era trasformato in un commercio di schiavi, il 28 aprile 1863 annullò tutte le licenze. Gli isolani a bordo della General Prim e altre navi non poterono quindi sbarcare. Gli isolani furono quindi trasferiti su altre navi noleggiate dal governo peruviano per farli tornare in patria.
Il 2 ottobre 1863 l'Adelante, sulla quale erano imbarcati la maggior parte dei tongani, partì definitivamente, ma molte persone erano già morte o in fin di vita a causa di malattie contagiose. Escurra, il capitano dell'Adelante, pagò di tasca sua la sua tassa di 30 dollari a testa, ma li sbarcò sulla disabitata isola del Cocco. In seguito affermò che i 426 kanakas erano affetti da vaiolo ed erano quindi un pericolo per il suo equipaggio. Quando la baleniera Active visitò l'isola il 21 ottobre, il suo equipaggio trovò circa duecento tongani. Un mese dopo la nave da guerra peruviana Tumbes andò a salvare i restanti trentotto superstiti e li portò a Paita, dove apparentemente vennero assorbiti dalla popolazione locale.
Nel frattempo, a Tonga, il re George Tupou I, avendo sentito parlare di questi eventi, mandò tre schooner ad 'Ata per evacuare e reinsediare le duecento persone rimaste a 'Eua, dove sarebbero state al sicuro da attacchi futuri. Al giorno d'oggi i loro discendenti vivono ancora a Ha'atu'a.

### Isole Ellice
Il reverendo A. W. Murray, il primo missionario europeo a Tuvalu, descrisse la pratica del blackbirding nelle isole Ellice. Disse che i trafficanti promisero agli isolani che li avrebbero convertiti mentre lavoravano nella produzione di olio di cocco, anche se la destinazione degli schiavi erano le isole Chincha in Perù. Padre Murray riferì che nel 1863 circa 180 persone vennero catturate a Funafuti e altre duecento a Nukulaelae, lasciando in quest'ultima isola meno di 100 dei 300 abitanti registrati nel 1861.

### Altre isole
Bully Hayes, un capitano americano che raggiunse la notorietà per le sue attività nell'oceano Pacifico negli anni tra il 1850 e il 1870, giunse a Papeete, Tahiti, nel dicembre del 1868 sulla sua nave Rona con 150 uomini da Niue. Hayes li offrì per la vendita come contrattisti o schiavi per debiti.
L'espansione delle piantagioni nelle Figi e nelle Samoa, così come le piantagioni di zucchero in Australia crearono altre destinazioni di mercato per i trafficanti di uomini. Le navi batterono anche le isole della Melanesia e della Micronesia, rapendo lavoratori da impiegare in altri posti. Nel 1871 il primo vescovo anglicano della Melanesia, John Patteson, venne ucciso sull'isola di Nukapu (una delle Isole Salomone) dalle popolazioni indigene cinque giorni dopo che i trafficanti uccisero un uomo e ne rapirono altri cinque.
Molte navi entrarono nel commercio di schiavi con conseguenze nefaste sugli isolani. La Royal Navy inviò bastimenti dalla sua base in Australia per tentare di sopprimere il commercio. Nel 1808 infatti il Regno Unito e gli Stati Uniti d'America avevano proibito il commercio degli schiavi africani. Tuttavia le navi dello squadrone australiano (HMS Basilisk, HMS Beagle, HMS Conflict, HMS Renard, HMS Sandfly e HMS Rosario) non furono in grado di sopprimere il blackbirding.

## In Australia
Dagli anni 1860, la grande domanda di manodopera nel Queensland, in Australia, scatenò il blackbirding in quella regione. Il Queensland era una colonia britannica indipendente nell'Australia nord-orientale fino al 1901, quando divenne uno stato del Commonwealth dell'Australia. Durante un periodo di quaranta anni, dalla seconda metà del XIX secolo all'inizio del XX secolo, i trafficanti "reclutarono" lavoratori kanaka per le piantagioni di canna da zucchero del Queensland, delle Nuove Ebridi (oggi Vanuatu), della Papua Nuova Guinea, delle Isole Salomone e delle Isole della Lealtà della Nuova Caledonia così come a Niue. Il governo del Queensland cercò di regolamentare il commercio: chiese a tutte le navi impegnate nel reclutamento di lavoratori dalle isole dell'oceano Pacifico di portare una persona incaricata dal governo per garantire che i lavoratori fossero reclutati volontariamente e non tramite inganni. Tali osservatori governativi però erano spesso corrotti dai bonus pagati per i lavoratori reclutati o accecati dall'alcol e facevano poco o nulla per impedire ai capitani di marina di ingannare gli isolani o di rapirli con azioni violente. Joe Melvin, un giornalista investigativo, nel 1892 entrò a far parte dell'equipaggio della nave australiana Helena e non riportò esempi di intimidazioni o false dichiarazioni e concluse che gli isolani reclutati lo facevano "volentieri e in modo assurdo".
L'assunzione generalmente coercitiva era simile all'arruolamento forzato, un tempo impiegato dalla Royal Navy in Inghilterra. Tra i 55 000 e i 62 500 kanaka vennero portati in Australia.
Queste persone furono chiamate kanaka (l'equivalente francese era canaques ed è ancora usato per riferirsi ai melanesiani della Nuova Caledonia) e provenivano dalle isole del Pacifico occidentale: dalla Melanesia, dalle Isole Salomone e dalle Nuove Ebridi e un piccolo numero dalle isole polinesiane e micronesiane come Tonga (principalmente 'Ata), Samoa, Kiribati, Tuvalu e isole della Lealtà. Molti dei lavoratori erano effettivamente schiavi, ma erano ufficialmente indicati con il termine "contrattisti" o simili. Anche alcuni aborigeni australiani, soprattutto della penisola di Capo York, furono rapiti e trasportati a sud per lavorare nelle aziende agricole.
I metodi del blackbirding rimasero a lungo invariati. Alcuni lavoratori erano disposti ad essere portati in Australia per lavorare, mentre altri erano ingannati o costretti. In alcuni casi, le navi dei trafficanti (che rendevano enormi profitti) catturarono interi villaggi attirandoli a bordo con la scusa di scambi commerciali o per assistere a un servizio religioso e poi partendo rapidamente. Molti morirono durante il viaggio a causa delle condizioni insalubri e nei campi a causa del duro lavoro manuale.
Il numero delle persone vennero effettivamente rapite è sconosciuto e rimane controverso. I documenti ufficiali e i conti del periodo sono spesso in conflitto con la tradizione orale tramandata dai discendenti dei lavoratori. Le storie di violenti tentativi di rapimento tendono comunque a stabilizzarsi nei primi 10-15 anni del commercio.
La maggior parte dei 10 000 abitanti delle isole del Pacifico rimasti in Australia nel 1901 furono rimpatriati obbligatoriamente tra il 1906 e il 1908 ai sensi del Pacific Island Laborers Act del 1901. Quelli che erano sposati con un australiano furono esentati dal rimpatrio forzato. Oggi, i discendenti di queste persone sono ufficialmente indicati come "South Sea Islanders". Un censimento del 1992 riportò che circa diecimila South Sea Islanders vivevano nel Queensland. Meno di 3500 furono segnalati nel censimento australiano del 2001.

## Nelle Figi

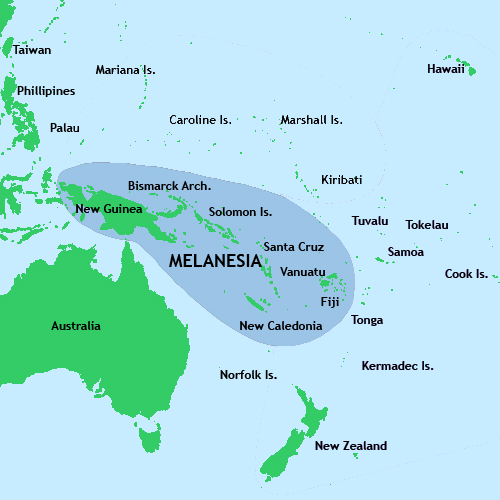
Mappa della Melanesia.

L'era del blackbirding iniziò nelle isole Figi nel 1865, quando i primi lavoratori delle Nuove Ebridi e delle Isole Salomone furono trasportati lì per lavorare nelle piantagioni di cotone. La guerra di secessione americana aveva tagliato la fornitura di cotone al mercato internazionale quando le navi dell'Unione bloccarono i porti meridionali. La coltivazione del cotone era potenzialmente un'attività estremamente redditizia. Migliaia di piantatori europei giunsero nelle Figi per aprire nuove piantagioni ma trovarono i nativi non disposti ad adattarsi ai loro piani. Cercarono quindi lavoratori nelle isole della Melanesia. Il 5 luglio 1865 Ben Pease ottenne la prima licenza per introdurre quaranta lavoratori delle Nuove Ebridi nelle Figi.
I governi inglesi e del Queensland cercarono di regolare questo reclutamento e il trasporto dei lavoratori. I braccianti melanesiani dovevano essere reclutati per un periodo di tre anni al massimo, pagati tre sterline l'anno, e avrebbero dovuto ricevere un abbigliamento di base e la possibilità di accedere agli empori. La maggior parte dei melanesiani vennero però reclutati con l'inganno, di solito infatti venivano invitati a bordo delle navi con qualche scusa e poi bloccati. Le condizioni di vita e di lavoro per loro nelle Figi erano peggiori di quelli subiti dai successivi braccianti a contratto indiani. Nel 1875, l'ufficiale medico delle Figi, Sir William MacGregor, stabilì un tasso di mortalità di 540 su 1000 lavoratori. Alla scadenza del contratto triennale, il governo imponeva ai comandanti di trasportare i lavoratori nei loro villaggi, ma la maggior parte dei capitani li lasciava nella prima isola che vedevano nelle acque delle Figi. Gli inglesi inviarono navi da guerra per far rispettare la legge (in particolare il Pacific Islanders Protection Act del 1872) ma solo una piccola parte dei colpevoli venne processata.
Un noto incidente legato al blackbirding fu il viaggio del 1871 del brigantino Carl, organizzato dal dottor James Patrick Murray per reclutare braccianti per le piantagioni delle Figi. Murray ordinò ai suoi uomini di indossare collarini bianchi e di portare libri neri, così da sembrare dei missionari. Quando gli isolani si imbarcarono credendo di dover assistere a un servizio religioso, Murray e i suoi uomini estrassero le pistole e costrinsero gli isolani a imbarcarsi. Durante il viaggio Murray uccise circa sessanta isolani. Non venne mai processato per le sue azioni, dato che gli fu concessa l'immunità in cambio di testimonianze contro i membri del suo equipaggio. Il capitano del Carl, Joseph Armstrong, in seguito venne condannato a morte.
A partire dal 1879, i piantatori britannici organizzarono il trasporto di lavoratori indiani nelle isole Figi. Il numero di lavoratori melanesiani quindi diminuì ma continuarono ad essere reclutati e impiegati in luoghi come zuccherifici e porti fino all'inizio della prima guerra mondiale. Inoltre, come raccontato dallo scrittore Jack London, le navi inglesi e del Queensland usavano spesso equipaggi neri, a volte reclutati tra gli isolani. La maggior parte dei braccianti melanesiani erano di sesso maschile. Dopo che la fine del reclutamento, quelli che scelsero di rimanere nelle Figi presero in moglie delle donne locali e si stabilirono nelle zone intorno a Suva. I loro discendenti multiculturali si identificano come una comunità distinta ma, per gli estranei, la loro lingua e cultura sono indistinguibili da quelle dei figiani nativi.
I discendenti dei forzati originari delle Isole Salomone presentarono rivendicazioni fondiarie per far valere il loro diritto agli insediamenti tradizionali nelle Figi. Un gruppo che viveva a Tamavua-i-Wai, nelle Figi, ricevette un verdetto dell'Alta Corte a loro favore il 1º febbraio 2007. Il tribunale rigettò infatti il reclamo della Chiesa cristiana avventista del settimo giorno che chiedeva agli isolani di liberare un terreno su cui vivevano da settant'anni.

## Resistenza
Gli isolani combatterono e talvolta furono in grado di resistere alla pratica del blackbirding. Gli eventi storici della Melanesia vengono oggi valutati nel contesto del blackbirding con l'aggiunta di nuovi materiali provenienti dalle storie orali indigene e nell'interpretazione della loro cultura. Un evento clamoroso che attirò grande attenzione nel Regno Unito fu l'assassinio del missionario anglicano John Coleridge Patteson, vescovo della Melanesia, avvenuto nel settembre del 1871 a Nukapu, nell'attuale provincia di Temotu, Isole Salomone. La sua morte fin dall'inizio venne interpretata come resistenza da parte dei popoli locali al blackbirding. Patteson è considerato un martire dalla Chiesa anglicana. Alcuni giorni prima della sua morte, uno degli uomini locali era stato ucciso e altri cinque erano stati rapiti.
Un articolo del 2010 afferma però che le donne ebbero un ruolo più grande e diverso di quanto si credesse. Quando Patteson cercò di convincere gli isolani a lasciargli i suoi figli per istruirli in una lontana scuola missionaria cristiana, Niuvai, moglie del capo supremo e altre donne non vollero perdere i loro figli. Ella persuase quindi gli uomini a uccidere il vescovo. Una teoria alternativa è che Patteson abbia distrutto la gerarchia locale e in particolare abbia minacciato l'ordine patriarcale.
All'epoca, la morte di Patteson suscitò clamore in Inghilterra e contribuì all'apertura della discussione sulla pratica del blackbirding. Il Regno Unito in seguito decise di annettere le Figi per sopprimere tale forma di tratta e schiavitù.

## Nella cultura di massa
Lo scrittore americano Jack London nel suo libro del 1907 La crociera dello Snark, parla di un incidente avvenuto presso la laguna Langa Langa a Malaita, nelle Isole Salomone, quando gli isolani locali attaccarono una nave di "reclutamento":
In un altro passo dello stesso libro scrisse: